# 藤原町 (栃木県)
藤原町（ふじはらまち）は、かつて栃木県北部に存在した町。塩谷郡所属。鬼怒川温泉や川治温泉などの温泉を抱える町であった。
2006年（平成18年）3月20日に周辺自治体と合併し、新設された日光市の一部となった。新たな日光市における旧藤原町域は鬼怒川地区とも呼ばれる。

## 地理
急傾斜地が多く、起伏に富んだ狭い地形であり、面積の96％が山岳地帯である。町の中央を鬼怒川、北部の三依地区には鬼怒川の支流の一つ男鹿川が流れる。
- 川：鬼怒川、男鹿川
- 湖：五十里湖
- 谷：龍王峡
- 高原：鶏頂高原

## 歴史
- 1866年（慶應2）：戸田忠至を藩主にして高徳藩（一万石）が成立する[1]。
- 1868年（慶應4）：小原沢など本町の各地で戊辰戦争の一局面が展開された。[1]
- 1889年4月1日：藤原村が発足。
- 1893年3月18日：藤原村から上三依や五十里などの地区が分離され、三依村（みよりむら）が発足。
- 1935年5月5日：藤原村が町制を施行し、（初代）藤原町となる。
- 1955年5月5日：三依村と合併し、（2代目）藤原町となる。
- 2006年3月20日：今市市、（旧）日光市、足尾町、栗山村と新設合併し、現在の日光市となる。

## 行政
- 町長：八木澤昭雄（1988年から）

## 産業
鬼怒川温泉や川治温泉など有名な温泉を抱えており、観光が主な産業である。

## 教育

### 学校
中学校
- 藤原町立藤原中学校
- 藤原町立三依中学校

小学校
- 藤原町立鬼怒川小学校
- 藤原町立下原小学校
- 藤原町立三依小学校

小中併設校
- 藤原町立川治小学校・中学校（併設）

### 図書館
- 藤原町立図書館

## 交通

### 鉄道路線
- 中心駅：鬼怒川温泉駅

東武鉄道
- 鬼怒川線：新高徳駅 - 小佐越駅 - 鬼怒川温泉駅 - 鬼怒川公園駅 - 新藤原駅

野岩鉄道
- 会津鬼怒川線：新藤原駅 - 龍王峡駅 - 川治温泉駅 - 川治湯元駅 - （栗山村） - 中三依温泉駅 - 上三依塩原温泉口駅 - 男鹿高原駅

### 道路
旧有料道路
- 鬼怒川有料道路（国道121号バイパス）
- 日塩道路・龍王峡ライン（国道121号バイパス） ※ 2020年無料化
- 日塩道路・日塩もみじライン ※ 2020年無料化

一般国道
- 国道121号
- 国道352号（国道121号と重複）
- 国道400号

県道（主要地方道）
- 栃木県道19号藤原塩原線（日塩もみじライン）
- 栃木県道23号川治温泉川治線
- 栃木県道63号藤原宇都宮線
- 栃木県道77号宇都宮船生藤原線

※ 川治温泉付近の国道121号には、野猿が出没する事がある。

### バス
- 東武ダイヤルバス
- 栗山村営バス（鬼怒川温泉駅 - 女夫渕温泉）
- 塩原町営バス（上三依塩原温泉口駅 - 上塩原温泉・塩原温泉）
- 藤田合同バス（新高徳駅 - 船生 - 玉生 - 矢板駅）

## 観光地
温泉
- 鬼怒川温泉
- 川治温泉

テーマパーク
- 東武ワールドスクウェア
- 日光江戸村
- 日光猿軍団